# Barney Gilmore
Barney Gilmore, nato Bernard Francis Gilmore (Filadelfia, 27 marzo 1869 – Los Angeles, 19 aprile 1949), è stato un attore e sceneggiatore statunitense che lavorò nel cinema soprattutto all'epoca del muto.

## Filmografia

### Attore
- Dublin Dan, regia di Edward Warren e, non accreditato Herbert Blaché
- Kelly from the Emerald Isle, regia di Edward Warren (1913)
- Brennan of the Moor, regia di Edward Warren (1913)
- The Fight for Millions, regia di Herbert Blaché (1913)
- Kidnapped in New York (1914)
- The Game of Three (1915)
- The Man Who Made Good, regia di Arthur Rosson (1917)
- The Weavers of Life, regia di Edward Warren (1917)
- Conquered Hearts, regia di Francis J. Grandon (1918)
- Out of the Night, regia di James Kirkwood (1918)
- The Rich Slave, regia di Romaine Fielding (1921)
- The Man Worthwhile, regia di Romaine Fielding (1921)
- The Galloping Cowboy, regia di William James Craft (1926)
- Almost a Lady, regia di E. Mason Hopper (1926)
- Heroes in Blue, regia di Duke Worne (1927)
- The Bandit's Son, regia di Wallace Fox (1927)
- South Sea Love, regia di Ralph Ince (1927)
- Smiling Irish Eyes, regia di William A. Seiter (1929)
- Hollywood Halfbacks, regia di Charles Lamont (1931)
- Furore (The Grapes of Wrath), regia di John Ford (1940)